# سام کاسل
سام کاسل (انگلیسی: Sam Cassell؛ زادهٔ ۱۸ نوامبر ۱۹۶۹) بازیکن بسکتبال اهل ایالات متحده آمریکا است.
از باشگاه‌هایی که در آن بازی کرده‌است می‌توان به مینه‌سوتا تیمبرولوز، لس آنجلس کلیپرز، واشینگتن ویزاردز، دالاس ماوریکس، هیوستون راکتس، بوستون سلتیکس، میلواکی باکس، فینیکس سانز، و بروکلین نتس اشاره کرد.